# Procellaria
Procellaria es un género de aves procelariformes perteneciente a la familia Procellariidae donde se incluye varias especies de pardelas de los océanos del hemisferio sur.

## Especies
El género contiene cinco especies:
- Procellaria cinerea - pardela gris;
- Procellaria aequinoctialis - pardela gorgiblanca;
- Procellaria conspicillata - pardela de anteojos;
- Procellaria parkinsoni - pardela de Parkinson;
- Procellaria westlandica - pardela de Westland.